# Stadion Centralny w Aktobe
Stadion Centralny – stadion piłkarski w Aktobe, w Kazachstanie. Został wybudowany w 1975 roku. Swoje mecze rozgrywa na nim drużyna FK Aktöbe. Stadion może pomieścić 13 161 widzów.